# Шаяхметов, Шайсултан Шаяхметович
Шайсултан Шаяхметович Шаяхметов (7 января 1939, Наурзум, Казахская ССР — 29 июня 2000, Алма-Ата) — казахстанский государственный, научный и общественный деятель. Кандидат химических наук, профессор. Министр высшего и среднего специального образования Казахской ССР (1987—1988), министр народного образования Казахской ССР, а затем Казахстана (1988—1993).

## Образование
В 1946 году начал учиться в семилетней школе аула Наурзум, а затем перешел в казахскую среднюю школу № 1 Семиозерного района Костанайской области (ныне Аулиекольский район), которая сегодня носит имя Шайсултана Шаяхметова. Окончил школу с золотой медалью.
Золотая медаль отличника учёбы позволила ему в 1957 году без экзаменов поступить на химический факультет Московского государственного университета. В 1962 году окончил МГУ. Кандидат химических наук, профессор, член-корреспондент Инженерной академии Казахстана (1992 год), академик Международной академии творчества (1992), почетный профессор Университета Гранд-Каньон (Финикс, США).

## Трудовая деятельность
В 1962—1964 годах работал мастером по точным приборам, младшим научным сотрудником Казахского государственного университета имени С. М. Кирова.
С 1964 по 1968 год — аспирант Института электроорганических соединений Академии наук СССР.
В 1968—1972 годах работал инженером, ассистентом, старшим преподавателем Казахского государственного университета имени С. М. Кирова.
С 1972 по 1977 год — старший инспектор, заместитель начальника управления вузов Министерства высшего и среднего специального образования Казахской ССР.
В 1977—1987 годах — заведующий отделом просвещения и здравоохранения Управления делами Совета Министров КазССР.
С апреля 1987 по июнь 1988 года — министр высшего и среднего специального образования Казахской ССР.
С июня 1988 по октябрь 1993 года — министр народного образования Казахской ССР (с 1991 года — Республики Казахстан). В период руководства министерством принял участие в создании нового закона об образовании, создал экспериментальные школы, а также содействовал открытию учебных заведений нового типа — гимназий, колледжей, лицеев, в том числе и частных. Уделял внимание вопросам технического оснащения вузов и финансовых льгот для студентов. При нём открылись первые учебные заведения с иностранным участием.
С октября 1993 по март 1994 года — советник премьер-министра Казахстана.
С апреля 1994 по март 1995 года — заместитель председателя Комитета Верховного Совета Казахстана по охране здоровья.
С августа 1995 по март 1997 года — заместитель председателя Государственного комитета Казахстана по национальной политике.
В 1997 году — руководитель Представительства в Алматы — заместитель акима Костанайской области.
С 1997 по 1998 год — профессор, директор Центра по изучению государственных и других языков Евразийского национального университета имени Л. Н. Гумилёва.
С 1998 по 2000 год — директор Республиканского центра интенсивного обучения государственному языку Министерства информации и общественного согласия Казахстана.
Скончался 29 июня 2000 года, похоронен на Кенсайском кладбище.

## Общественная работа
Избирался президентом Республиканской федерации самбо и казакша-курес. Мастер спорта СССР по самбо.
Избирался депутатом 11-го созыва Верховного Совета Казахской ССР и депутатом 13-го созыва Верховного Совета Казахстана.

## Публикации
Шаяхметов является автором более 30 научных статей, опубликованных в республиканских и зарубежных научных журналах, в том числе США, трёх учебных пособий для университетов и двух учебных русско-казахских словареё по химии.
- Практическое руководство по исследованию полимеров, 1983
- Русско-казахский словарь химических терминов, 1992
- Толковый словарь русско-казахских терминов по химии и химической технологии, 1992
- Растворы полимеров, 1993
- Введение в химию полимерных процессов, 1993

## Память
В Костанае 28 октября 2014 года был установлен бюст Шайсултана Шаяхметова.